# Christkönigkirche (Linz)

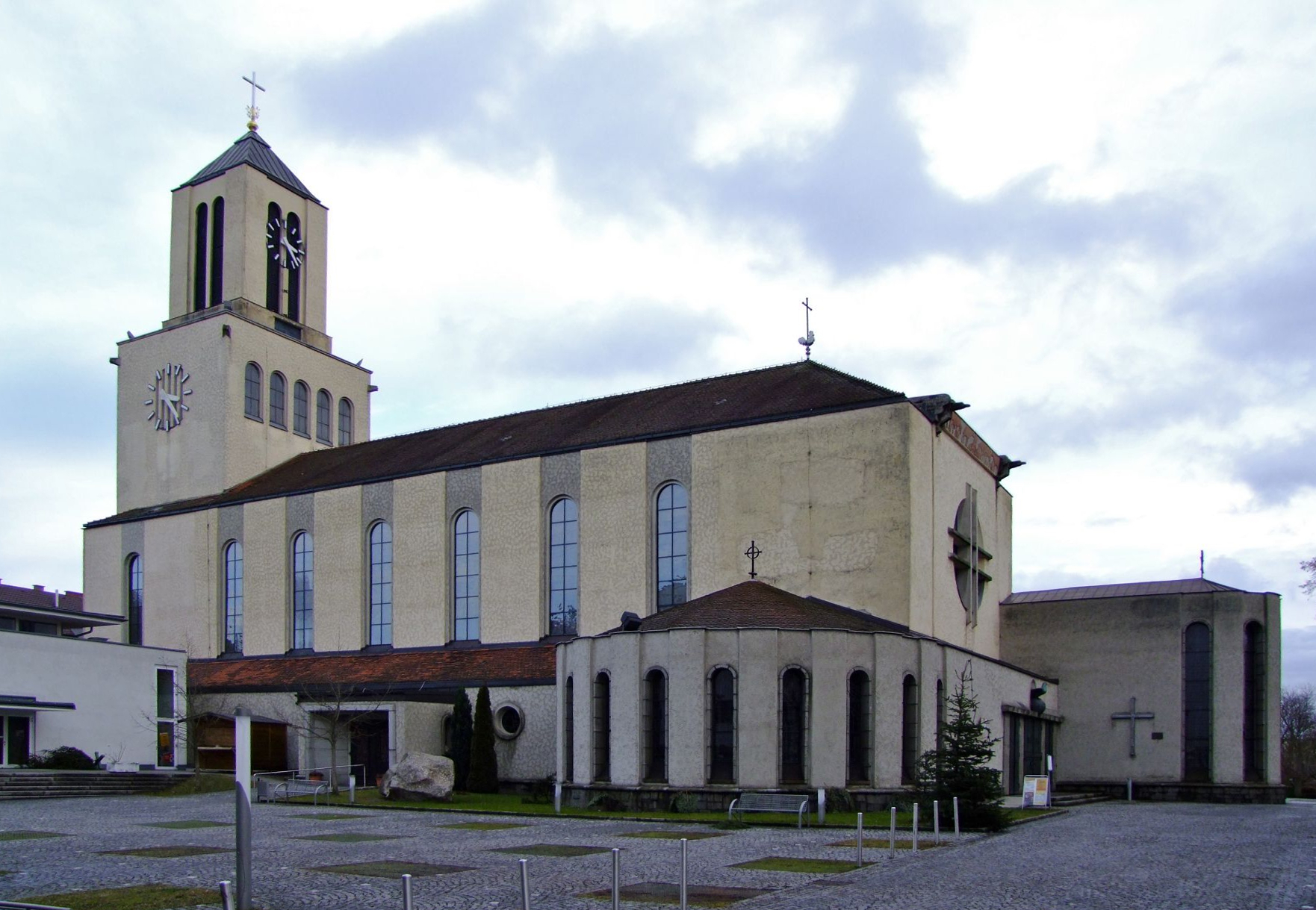
Pfarrkirche Urfahr-Christkönig

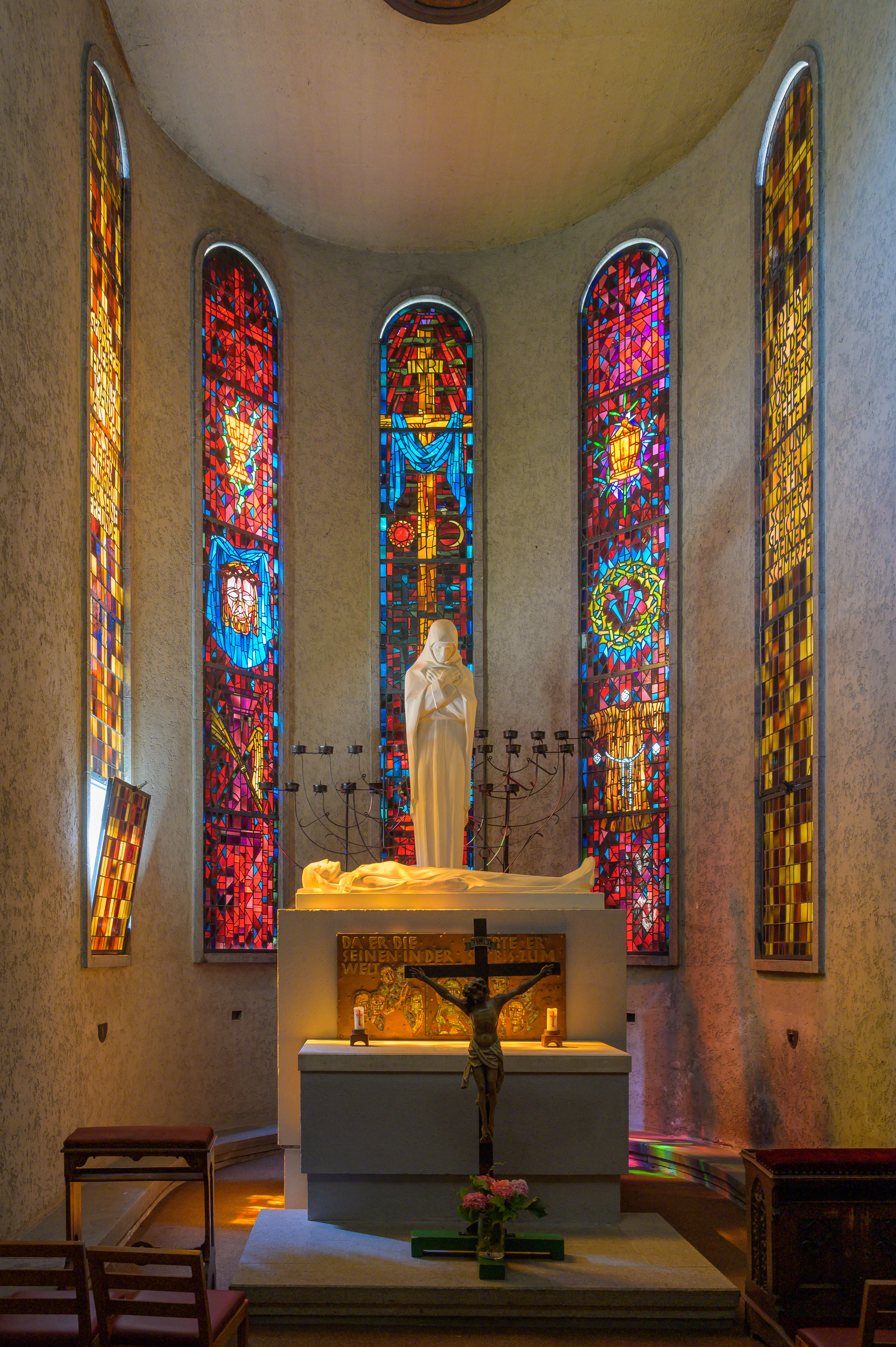
Friedenskapelle

Die römisch-katholische Pfarrkirche Urfahr-Christkönig, auch Friedenskirche Linz genannt, hat das Patrozinium Christkönig und steht im Stadtteil Urfahr in der Stadt Linz in Oberösterreich. Seit dem 1. Jänner 2023 gehört Urfahr-Christkönig als eine von 8 Pfarrteilgemeinden zur Pfarre Urfahr der Diözese Linz. Die Kirche steht unter Denkmalschutz.

## Geschichte
Im Jahre 1927 wurde der Beschluss gefasst, neben der Urfahrer Josefskirche eine zweite Pfarrkirche in Urfahr zu errichten. Mit Entwürfen der Architekten Hans Feichtlbauer aus 1927 und aus 1931 von Peter Behrens und Alexander Popp und der Bildung einer Zusammenarbeit wurde von 1933 bis 1934 der 1. Bauabschnitt mit einer Tauf- und Kriegergedächtniskapelle (heute Friedenskapelle) und dem Eingangsbereich des zukünftigen Langhauses als provisorische Notkirche errichtet und 1934 mit einer Pfarrexpositur begonnen. Mit einer Änderung der Pläne mit Architekt Hans Foschum, das Langhaus wurde niedriger und um ein Joch kürzer, der eigenständige Turm wurde zum Chorturm, wurde von 1949 bis 1951 Langhaus und Turm errichtet und 1952 die Kirche zur Pfarrkirche erhoben. 1971 wurde die Werktagskapelle angebaut. Von 1997 bis 1999 wurden nach den Plänen von Wolfgang Schaffer und Alfred Sturm die Sakristei erneuert und ein Pfarrsaal errichtet.

## Ausstattung

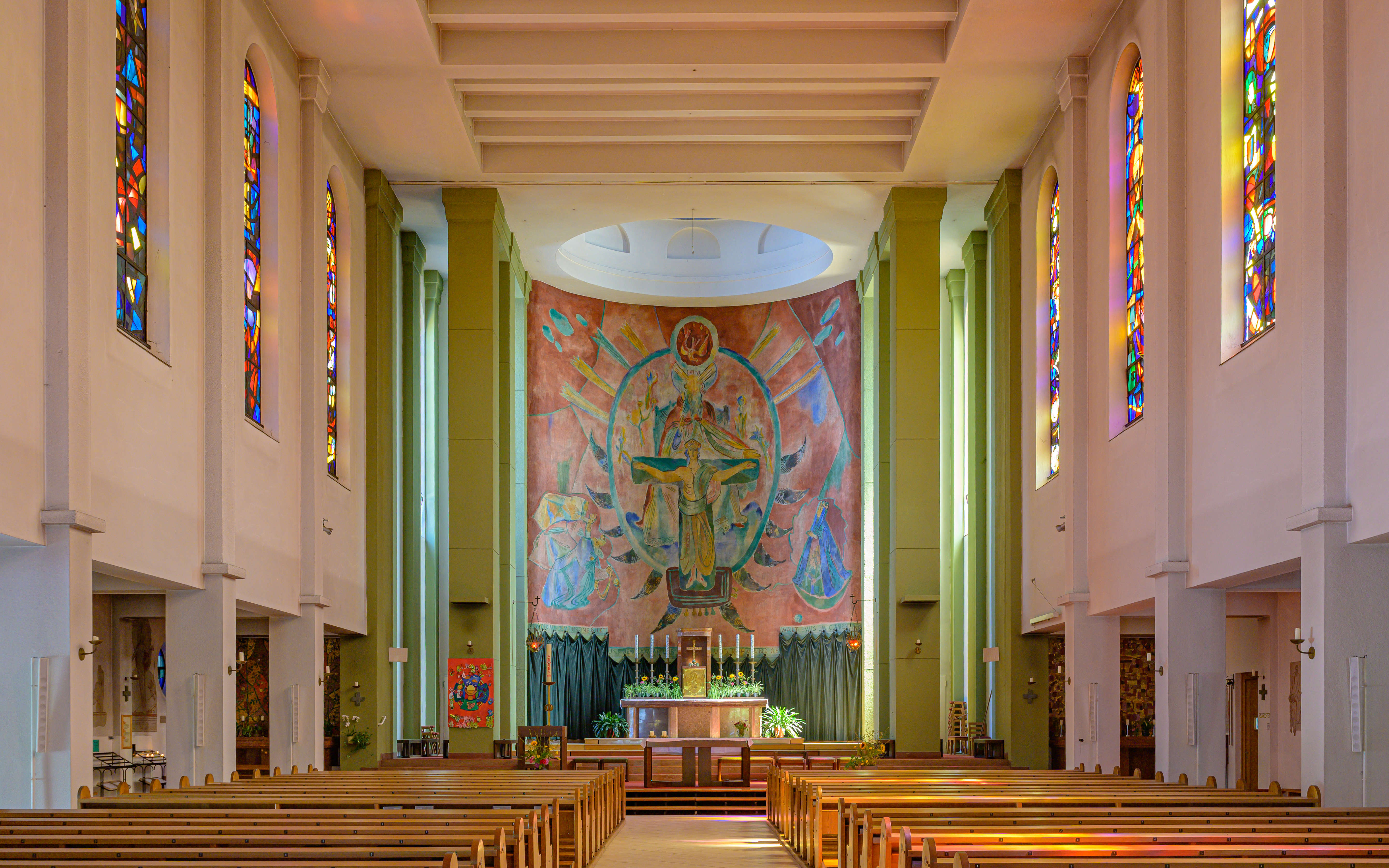
Im Langhaus zum Altarraum

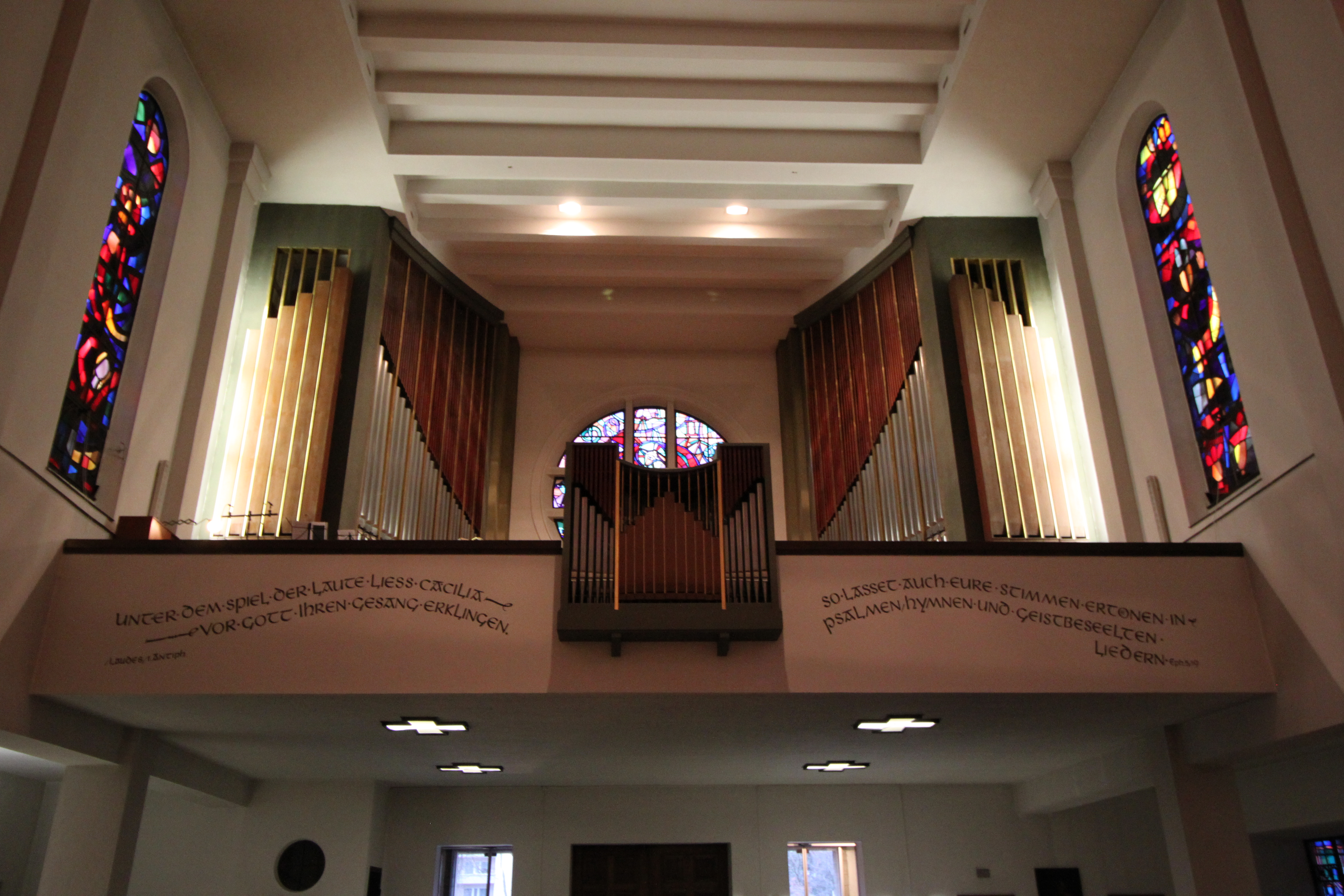
Orgelempore

Das Christkönigfresko im Altarraum wurde von Max Weiler gestaltet. Das Rundfenster am Chor und die Fenster der Friedenskapelle stammen von Alfred Stifter, jene im Hauptschiff und in der Taufkapelle von Lydia Roppolt. Die Kreuzwegbilder stammen von Leo Sebastian Humer. Die Orgel stammt von Wilhelm Zika und wurde 1957 geweiht. 2002 erfolgte ein Neubau der gesamten technischen Spielanlage, der elektrischen Steuerung sowie Neubau von Spieltisch und Positiv durch Andreas Kaltenbrunner.
Das Geläut besteht aus 4 Bronzeglocken, die in der Glockengießerei St. Florian gegossen wurden: Christkönigs-Glocke (2.005 kg), Ton „c“; Marien-Glocke (1.118 kg), Ton „es“; Josefs-Glocke (804 kg), Ton „f“; Christophorus-Glocke (469 kg), Ton „as“.
In der Friedenskapelle befindet sich eine lebensgroße Pietà aus weißem Marmor – in Gestalt der Schmerzensmutter Maria, der Leichnam Jesu liegt zu ihren Füßen – von Adolf Wagner von der Mühl, die in der Art der Darstellung einzigartig ist.

## Kultur
Weithin Beachtung finden die in der Kirche veranstalteten Konzerte unter Eduard Matscheko.